# スカイハイ (漫画)
『スカイハイ』は、髙橋ツトムによる漫画。およびそれを原作としたテレビドラマ・映画化作品。
集英社の雑誌『週刊ヤングジャンプ』『週刊ヤングジャンプ増刊 漫革』で連載。2010年からは『スーパージャンプ』、2013年からは『グランドジャンプ』に連載の場を移している。

## 作品概要
不慮の事故や殺人によって命を落とした者が訪れる「怨みの門」。ここの番人であるイズコは、死者の現世の記憶や残された者たちの様子を見せて、最後に死者に3つの選択を出す。
- 「死を受け入れて、天国で再生を待つか」（生）
- 「死を受け入れず、現世で彷徨い続けるか」（行）
- 「現世の人間を1人呪い殺し、地獄へ逝くか」（逝）

果たして死者は、何を選ぶのか?
※イズコが「選択」をした死者を送り出す際の決めゼリフ「おいきなさい」（それぞれ、天国に行く場合は「お生きなさい」、現世に行く場合は「お行きなさい」、呪い殺す場合は「お逝きなさい」という意味）が、作品のキャッチコピーとなっている。

## 単行本
いずれも集英社〈ヤングジャンプコミックス〉
- スカイハイ

1. 2001年12月、ISBN 4-08-876245-2
2. 2002年5月、ISBN 4-08-876301-7

- スカイハイ・カルマ

1. 2003年5月、ISBN 4-08-876447-1
2. 2003年8月、ISBN 4-08-876490-0

- スカイハイ・新章

1. 2003年12月、ISBN 4-08-876542-7
2. 2004年4月、ISBN 4-08-876593-1
3. 2004年8月、ISBN 4-08-876659-8
4. 2005年1月、ISBN 4-08-876741-1

- スカイハイIV
  - 2010年8月、ISBN 978-4-08-879016-9
- 天間荘の三姉妹

1. 2014年2月、ISBN 4-08-879746-9
2. 2014年7月、ISBN 4-08-879792-2
3. 2014年9月、ISBN 4-08-890015-4
4. 2014年10月、ISBN 4-08-890034-0

## テレビドラマ
2003年1月17日から3月21日に第1作『スカイハイ』が、2004年1月16日から3月19日に第2作『スカイハイ2』が、テレビ朝日系金曜ナイトドラマ枠で放送された。イズコ役はいずれも釈由美子。第1作の平均視聴率は9.0%で、第2作は9.9%。なおテレビ朝日では第2作の放送に向けて、第1作を2003年12月22日から2004年の1月8日にわたって深夜2時から3時に放送枠を設け再放送した。
第1作では何枚も重ね着したような衣装を着ているが、実はこの衣装は一枚もの。また、公式サイトでは「もし自分が劇中人物だったら「生・行・逝」のどれを選ぶかというファン投票が行われたが、大抵の場合の投票結果は「生>逝>行」だった。また、最終死放送終了直後には製作者とファンとの間で時間限定チャットが行われ、視聴者の質問に製作側が回答するという企画が行われた。
第1作と第2作は主要人物は同じだが、別物として扱われている。第1作は「生・行・逝」のどれを選んでも円満とはいえない悪い結末が多いなど暗い描写が目立ったが、第2作では話がまとまったエピソードが多いなど明るい描写が多い。

### キャスト

#### 主要人物
- 以下の人物はテレビドラマに準拠した設定を主とする。

- イズコ（“怨みの門”門番） - 釈由美子
- 門の主 - 中村育二（声）

#### その他
- 四方山大吉（リサイクルショップ「ラッキーサービス」社長） - 小倉久寛（PART1）
- 四方山小吉（四方山大吉の息子） - 宮谷恵多（PART1）
- 天野照男（「にじのまち幼稚園」園長） - 森本レオ（PART2）
- 天野そら（天野照男の親戚。「にじのまち幼稚園」先生） - 高橋真唯（PART2）
- 広田大地（「にじのまち幼稚園」園児） - 小林翼（PART2）

#### ゲスト

##### PART1（2003年）
第一死「盗む女」
- 関川法子 - 吉野きみ佳

商事会社総務課、荒川の河川敷で美里に轢き殺される。
- 関川勝 - 堺雅人

商事会社海外事業部・法子の夫。
- 吉野美里 - 板谷由夏

商事会社海外事業部・法子の高校時代の同級生、実は法子を殺害した犯人であり、恋い焦がれていた勝を取られた逆恨みが動機。
第二死「つながり」
- 未来 - 加賀美早紀
- 南智志（未来の恋人） - 森本亮治
- 小野ジョージ（双子の兄） - 脇知弘
- 小野ジョータ（双子の弟） - 渡辺寛之

第三死「HERO」
- 村田善行（区役所職員） - 岡田義徳
- 滝本仁美（アクセサリー販売員） - 鈴木砂羽
- 宮永一也（フリーのカメラマン、仁美の恋人） - 斉藤陽一郎

第四死「逆転」
- 木下麻美（私立女子校2年） - 新山千春
- 奥田光恵（私立女子校2年） - 田中千絵
- 後藤百合香（生徒会長） - 永田杏奈
- 小林庸子（百合香を中心とするグループ） - 真帆
- 前野沙樹（百合香を中心とするグループ） - 石井里弥

第五死「ROOM 503」
- 須藤幸恵（看護婦） - 有森也実
- 貴田寅彦（貴田重化学工業専務） - 近藤芳正

第六死「Pigeon house」
- 井崎五郎（羽田出版警備員） - 森本レオ
- 羽田正夫（自殺した羽田出版社長） - 平泉成
- 羽田加代子（自殺した羽田出版社長・正夫の妻） - 根岸季衣
- 三浦洋子（羽田出版編集者） - 山本未來
- （羽田出版編集者） - 中上雅巳

第七死「a song」
- リョータ（ミュージシャン） - 鳥羽潤
- コージ（天才肌のミュージシャン） - 鈴木一真
- 美紗緒（リョータの恋人） - つぐみ

第八死 - 最終死「フェイス」
- 杏奈 - 山田麻衣子
- 片桐京子（杏奈の母親） - 秋吉久美子
- 片桐保（京子の夫） - 水上竜士
- 南條耕造（京子の父） - 石橋蓮司
- 東賢（人気小説家） - 佐野史郎
- 西村達男（東の担当編集者） - 天宮良
- 東富美子（元女優で文壇の重鎮・池谷健吾の娘） - 黒田福美
- 東美香（東夫妻の娘） - 大塚安里
- 喜多嶋貴史（若手刑事） - 榊英雄
- 恩田俊男（ベテラン刑事） - 北見敏之

##### PART2（2004年）
第一死「死者の…復讐ミステリー！信州殺人ツアーの謎」
- 村瀬竜次 - 伊原剛志
- 小山田茂 - 寺田農
- 柳原正治 - 木下ほうか
- 藤吉光一 - 布川敏和
- 藤吉妙子（光一の妻） - 粟田麗
- 藤吉綾香（藤吉家長女） - 黒岩伶奈
- 藤吉百香（藤吉家次女） - 図司瑛海

第二死「24時間死者に復讐される女優主役は私」
- 貴志玲香（女優） - 渡辺典子
- 田中のぞみ（玲香の付き人） - 上原さくら
- 三枝（プロデューサー） - 大和田伸也

第三死「女弁護士よ、おいきなさい！復讐なさい」
- 朝倉伊織（敏腕弁護士） - とよた真帆
- 朝倉桃子（伊織の一人娘） - 木村茜
- 松下陽介（伊織の同僚） - 尾美としのり
- 伊藤啓二（医大助教授） - 矢島健一
- 小谷（桃子の主治医） - 須永慶

第四死「復讐の女子マラソン選考！代表は死者!!」
- 皆川静香（コムロハウス陸上部員） - 佐藤藍子
- 吉村ひとみ（コムロハウス陸上部員） - 北川弘美
- 岩田哲次（コムロハウス陸上部監督） - 平泉成

第五死「主婦よ復讐なさい」
- 南條理恵（主婦） - 東ちづる
- 南條賢一（理恵の夫） - 冨家規政
- 合田竜也（理恵の不倫相手） - 須賀貴匡
- 喜多嶋（刑事） - 榊英雄

第六死「死者は大晦日のK-1選手!! 母のため復讐なさい」
- 金坂大樹（ボクサー） - 須藤元気
- 金坂喜代美（金坂大樹の母） - 浅茅陽子
- 麻木真知子（フラワーショップ店員） - 高橋かおり
- 千堂鋭吉（現チャンピオン） - 小林滋央
- 川田正晴（千堂のスパーリングパートナー） - 高杉瑞穂

第七死「セーラー服の復讐」
- 芳沢遙（北畠中学校2年） - 柊瑠美
- 時田幸生（3年3組同級生、現・北畠中学校教師） - 津田寛治
- 児玉太郎（3年3組同級生） - 寺門ジモン
- 水島論（3年3組同級生） - 田中要次
- 厚木陽子（3年3組同級生、現・主婦） - 早見優
- 今井里美（3年3組同級生・厚木陽子の友人） - 氏家恵

第八死「最終章イズコ地上で復讐…」
- 久米島かの子（占い師） - 渡辺えり子
- 川村翔（人気絵本作家） - 沢村一樹
- 安藤保（川村の旧友） - デビット伊東
- 神田（刑事） - 山田辰夫（最終死）

### スタッフ
- 企画プロデュース - 河井信哉（アミューズ）（PART1）
- 脚本 - 田辺満、高山直也、小川智子、櫻井武晴（PART1）、公園兄弟（PART2）
- 音楽 - 森野宣彦、矢野大介
- 監督 - 中原俊、麻生学、鶴田法男、篠原哲雄（PART1）、高津隆一、北村龍平（PART1）、金子修介（PART2）
- 特撮監督 - 佛田洋
- オープニングテーマ - ポルノグラフィティ「渦」 (SME Records)（PART1）
- エンディングテーマ - wyolica「Mercy Me 〜いつか光を抱けるように〜」 (Epic Records)（PART1）
- 主題歌 - GLAY「時の雫」 (東芝EMI／UNLIMITED RECORDS)（PART2）
- チーフプロデューサー - 黒田徹也（テレビ朝日）
- プロデューサー - 横地郁英（テレビ朝日）、石田雄治（アミューズ）松岡周作（アミューズ）
- 製作 - テレビ朝日、アミューズ

### 放送日程

#### PART1
| 話数                                                          | 放送日        | サブタイトル     | 脚本     | 監督              | 視聴率 |
| ------------------------------------------------------------- | ------------- | ---------------- | -------- | ----------------- | ------ |
| 第一死                                                        | 2003年1月17日 | 盗む女           | 田辺満   | 中原俊            | 11.5%  |
| 第二死                                                        | 1月24日       | つながり         | 高山直也 | 中原俊            | 08.2%  |
| 第三死                                                        | 1月31日       | HERO             | 田辺満   | 麻生学            | 07.8%  |
| 第四死                                                        | 2月07日       | 逆転             | 小川智子 | 麻生学            | 09.6%  |
| 第五死                                                        | 2月14日       | ROOM 503         | 小川智子 | 鶴田法男          | 07.0%  |
| 第六死                                                        | 2月21日       | Pigeon house     | 櫻井武晴 | 篠原哲雄          | 09.8%  |
| 第七死                                                        | 2月28日       | a song           | 高山直也 | 篠原哲雄          | 08.0%  |
| 第八死                                                        | 3月07日       | フェイス（前編） | 田辺満   | 高津隆一          | 11.2%  |
| 第九死                                                        | 3月14日       | フェイス（中編） | 高山直也 | 高津隆一 北村龍平 | 08.6%  |
| 最終死                                                        | 3月21日       | フェイス（後編） | 田辺満   | 北村龍平          | 07.9%  |
| 平均視聴率 9.0%（視聴率はビデオリサーチ調べ、関東地区・世帯） |               |                  |          |                   |        |

#### PART2
| 話数                                                          | 放送日        | サブタイトル                                             | 脚本            | 監督     | 視聴率 |
| ------------------------------------------------------------- | ------------- | -------------------------------------------------------- | --------------- | -------- | ------ |
| 第一死                                                        | 2004年1月16日 | 死者の…復讐ミステリー！信州殺人ツアーの謎 【星に願いを】 | 田辺満          | 金子修介 | 09.9%  |
| 第二死                                                        | 1月23日       | 24時間死者に復讐される女優主役は私 【バロック】          | 小川智子        | 金子修介 | 09.7%  |
| 第三死                                                        | 1月30日       | 女弁護士よ、おいきなさい！復讐なさい 【ジャッジメント】  | 高山直也        | 麻生学   | 09.8%  |
| 第四死                                                        | 2月06日       | 復讐の女子マラソン選考！代表は死者!! 【夢】              | 公園兄弟        | 麻生学   | 10.0%  |
| 第五死                                                        | 2月13日       | 主婦よ復讐なさい 【最後の恋】                            | 小川智子        | 高津隆一 | 10.1%  |
| 第六死                                                        | 2月20日       | 死者は大晦日のK-1選手!! 母のため復讐なさい 【拳】        | 田辺満          | 高津隆一 | 08.6%  |
| 第七死                                                        | 2月27日       | セーラー服の復讐 【タイムカプセル】                      | 小川智子        | 鶴田法男 | 09.0%  |
| 第八死                                                        | 3月12日       | 最終章イズコ地上で復讐… 【予言】                         | 小川智子 田辺満 | 中原俊   | 10.5%  |
| 最終死                                                        | 3月19日       | 最終回!!門番イズコよ永遠に… 【宿命】                     | 田辺満          | 中原俊   | 11.2%  |
| 平均視聴率 9.9%（視聴率はビデオリサーチ調べ、関東地区・世帯） |               |                                                          |                 |          |        |

- 3月5日は、2004アテネオリンピックのサッカーアジア地区最終予選、日本VSアラブ首長国連邦」戦の中継放送のため休止。

### ネット局

#### スカイハイ
| 地域           | 放送局                         | 系列         | 初回放送日     | 放送曜日、時間                       | 放送日遅れ |
| -------------- | ------------------------------ | ------------ | -------------- | ------------------------------------ | ---------- |
| 関東広域圏     | テレビ朝日（スカイハイ制作局） | テレビ朝日系 | 2003年1月17日  | 毎週金曜 23:15 - 翌0:10              | -          |
| 北海道         | 北海道テレビ放送（HTB）        | テレビ朝日系 | 2003年1月17日  | 毎週土曜 0:45 - 1:40（毎週金曜深夜） | -          |
| 青森県         | 青森朝日放送（ABA）            | テレビ朝日系 | 2003年1月17日  | 毎週金曜 23:15 - 翌0:10              | -          |
| 岩手県         | 岩手朝日テレビ（IAT）          | テレビ朝日系 | 2003年1月17日  | 毎週金曜 23:15 - 翌0:10              | -          |
| 宮城県         | 東日本放送（KHB）              | テレビ朝日系 | 2003年1月17日  | 毎週土曜 0:15 - 1:10（毎週金曜深夜） | -          |
| 秋田県         | 秋田朝日放送（AAB）            | テレビ朝日系 | 2003年1月23日  | 毎週土曜 1:06 - 2:01（毎週金曜深夜） | 7日遅れ    |
| 山形県         | 山形テレビ（YTS）              | テレビ朝日系 | 2003年10月17日 | 毎週金曜 0:46 - 1:41（毎週木曜深夜） | ?日遅れ    |
| 福島県         | 福島放送（KFB）                | テレビ朝日系 | 2003年1月25日  | 毎週土曜 0:35 - 1:30（毎週金曜深夜） | 7日遅れ    |
| 新潟県         | 新潟テレビ21（NT21）           | テレビ朝日系 | 2003年1月18日  | 毎週土曜 0:20 - 1:15（毎週金曜深夜） | -          |
| 長野県         | 長野朝日放送（ABN）            | テレビ朝日系 | 2003年1月19日  | 毎週日曜 0:30 - 1:25（毎週土曜深夜） | 1日遅れ    |
| 静岡県         | 静岡朝日テレビ（SATV）         | テレビ朝日系 | 2003年1月24日  | 毎週金曜 0:16 - 1:11（毎週木曜深夜） | 6日遅れ    |
| 中京広域圏     | 名古屋テレビ放送（NBN）        | テレビ朝日系 | 2003年1月24日  | 毎週金曜 1:08 - 2:03（毎週木曜深夜） | 6日遅れ    |
| 石川県         | 北陸朝日放送（HAB）            | テレビ朝日系 | 2003年1月18日  | 毎週土曜 0:15 - 1:10（毎週金曜深夜） | -          |
| 関西広域圏     | 朝日放送（ABC）                | テレビ朝日系 | 2003年3月15日  | 毎週土曜 16:00 - 16:55               | ?日遅れ    |
| 広島県         | 広島ホームテレビ（HOME）       | テレビ朝日系 | 2003年1月18日  | 毎週土曜 0:15 - 1:10（毎週金曜深夜） | -          |
| 岡山県、香川県 | 瀬戸内海放送（KBS）            | テレビ朝日系 | 2003年1月24日  | 毎週木曜 0:50 - 1:45（毎週水曜深夜） | 7日遅れ    |
| 山口県         | 山口朝日放送（YAB）            | テレビ朝日系 | 2003年1月24日  | 毎週金曜 0:16 - 1:11（毎週木曜深夜） | 6日遅れ    |
| 愛媛県         | 愛媛朝日テレビ（EAT）          | テレビ朝日系 | 2003年1月24日  | 毎週金曜 0:16 - 1:11（毎週木曜深夜） | 6日遅れ    |
| 福岡県         | 九州朝日放送（KBC）            | テレビ朝日系 | 2003年1月24日  | 毎週金曜 1:55 - 2:50（毎週木曜深夜） | 6日遅れ    |
| 熊本県         | 熊本朝日放送（KAB）            | テレビ朝日系 | 2003年10月20日 | 毎週月 - 金曜 14:05 - 15:55          | ?日遅れ    |
| 長崎県         | 長崎文化放送（NCC）            | テレビ朝日系 | 2003年1月18日  | 毎週土曜 0:10 - 1:05（毎週金曜深夜） | -          |
| 大分県         | 大分朝日放送（OAB）            | テレビ朝日系 | 2003年1月20日  | 毎週月曜 0:25 - 1:20（毎週日曜深夜） | 2日遅れ    |
| 鹿児島県       | 鹿児島放送（KKB）              | テレビ朝日系 | 2003年1月18日  | 毎週土曜 0:45 - 1:40（毎週金曜深夜） | -          |
| 沖縄県         | 琉球朝日放送（QAB）            | テレビ朝日系 | 2003年1月18日  | 毎週土曜 0:10 - 1:05（毎週金曜深夜） | -          |
| 富山県         | チューリップテレビ（TUT）      | TBS系        | 2003年10月5日  | 毎週月曜 0:30 - 1:25（毎週日曜深夜） | 9ヶ月遅れ  |
| 福井県         | 福井テレビ（FTB）              | フジテレビ系 | 2003年10月5日  | 毎週土曜 0:40 - 1:35（毎週金曜深夜） | 9ヶ月遅れ  |

#### スカイハイ2
| 地域           | 放送局                           | 系列         | 初回放送日    | 放送曜日、時間                       | 放送日遅れ |
| -------------- | -------------------------------- | ------------ | ------------- | ------------------------------------ | ---------- |
| 関東広域圏     | テレビ朝日（スカイハイ2 制作局） | テレビ朝日系 | 2004年1月16日 | 毎週金曜 23:15 - 翌0:10              | -          |
| 北海道         | 北海道テレビ放送（HTB）          | テレビ朝日系 | 2004年1月16日 | 毎週金曜 23:15 - 翌0:10              | -          |
| 青森県         | 青森朝日放送（ABA）              | テレビ朝日系 | 2004年1月16日 | 毎週金曜 23:15 - 翌0:10              | -          |
| 岩手県         | 岩手朝日テレビ（IAT）            | テレビ朝日系 | 2004年1月16日 | 毎週金曜 23:15 - 翌0:10              | -          |
| 宮城県         | 東日本放送（KHB）                | テレビ朝日系 | 2004年1月16日 | 毎週土曜 0:15 - 1:10（毎週金曜深夜） | -          |
| 秋田県         | 秋田朝日放送（AAB）              | テレビ朝日系 | 2004年1月16日 | 毎週金曜 23:15 - 翌0:10              | -          |
| 山形県         | 山形テレビ（YTS）                | テレビ朝日系 | 2004年1月19日 | 毎週日曜 0:30 - 1:25（毎週土曜深夜） | 1日遅れ    |
| 福島県         | 福島放送（KFB）                  | テレビ朝日系 | 2004年1月24日 | 毎週土曜 0:20 - 1:15（毎週金曜深夜） | 7日遅れ    |
| 新潟県         | 新潟テレビ21（NT21）             | テレビ朝日系 | 2004年1月16日 | 毎週金曜 23:17 - 翌0:12              | -          |
| 長野県         | 長野朝日放送（ABN）              | テレビ朝日系 | 2004年1月18日 | 毎週日曜 0:30 - 1:25（毎週土曜深夜） | 1日遅れ    |
| 静岡県         | 静岡朝日テレビ（SATV）           | テレビ朝日系 | 2004年1月23日 | 毎週金曜 0:16 - 1:11（毎週木曜深夜） | 6日遅れ    |
| 中京広域圏     | 名古屋テレビ放送（NBN）          | テレビ朝日系 | 2004年1月23日 | 毎週金曜 0:55 - 1:50（毎週木曜深夜） | 6日遅れ    |
| 石川県         | 北陸朝日放送（HAB）              | テレビ朝日系 | 2004年1月18日 | 毎週土曜 0:15 - 1:10（毎週金曜深夜） | -          |
| 関西広域圏     | 朝日放送（ABC）                  | テレビ朝日系 | 2004年1月18日 | 毎週土曜 0:24 - 1:19（毎週金曜深夜） | -          |
| 広島県         | 広島ホームテレビ（HOME）         | テレビ朝日系 | 2004年1月18日 | 毎週土曜 0:15 - 1:10（毎週金曜深夜） | -          |
| 岡山県、香川県 | 瀬戸内海放送（KBS）              | テレビ朝日系 | 2004年1月22日 | 毎週木曜 0:50 - 1:45（毎週水曜深夜） | 5日遅れ    |
| 山口県         | 山口朝日放送（YAB）              | テレビ朝日系 | 2004年1月23日 | 毎週金曜 0:16 - 1:11（毎週木曜深夜） | 6日遅れ    |
| 愛媛県         | 愛媛朝日テレビ（EAT）            | テレビ朝日系 | 2004年1月23日 | 毎週金曜 0:16 - 1:11（毎週木曜深夜） | 6日遅れ    |
| 福岡県         | 九州朝日放送（KBC）              | テレビ朝日系 | 2004年1月26日 | 毎週月曜 0:25 - 1:20（毎週日曜深夜） | 9日遅れ    |
| 熊本県         | 熊本朝日放送（KAB）              | テレビ朝日系 | 2004年1月24日 | 毎週土曜 0:15 - 1:10（毎週金曜深夜） | 7日遅れ    |
| 長崎県         | 長崎文化放送（NCC）              | テレビ朝日系 | 2004年1月17日 | 毎週土曜 0:10 - 1:05（毎週金曜深夜） | -          |
| 大分県         | 大分朝日放送（OAB）              | テレビ朝日系 | 2005年1月18日 | 毎週日曜 0:30 - 1:25（毎週土曜深夜） | 1日遅れ    |
| 鹿児島県       | 鹿児島放送（KKB）                | テレビ朝日系 | 2004年1月17日 | 毎週土曜 0:15 - 1:10（毎週金曜深夜） | -          |
| 沖縄県         | 琉球朝日放送（QAB）              | テレビ朝日系 | 2004年1月17日 | 毎週土曜 0:10 - 1:05（毎週金曜深夜） | -          |

### 関連商品

#### ビデオ & DVD
- スカイハイ・ビデオ：2003年6月27日レンタル開始・発売（放送版）全4巻 品番：ASBY- ～
- スカイハイ・DVD：2003年6月27日レンタル開始・発売（ディレクターズカット版）全4巻 品番：ASBY- ～
- スカイハイ・初回限定プレミアムDVD-BOX：2003年6月27日発売（全話ディレクターズカット版）全5巻 品番：ASBY-
- スカイハイ2・ビデオ：2004年6月25日レンタル開始 品番：ASIN：B00023GS2O
- スカイハイ2・DVD：2004年6月25日レンタル開始（ディレクターズカット版）全4巻 品番：ASBY-2498～2501
- スカイハイ2・DVD-BOX：2004年6月25日発売（全話ディレクターズカット版）『特命課長 佐川和男』収録 全4巻 品番：ASBP-2497

## 映画
『スカイハイ 劇場版』と題して2003年11月8日に公開。
公開日が第43回衆議院議員総選挙の前日であったことから、釈は初日舞台挨拶でテレビ版イズコそのままに、「選挙権を持つ若者たちよ、今日は投票日。投票においきなさい」と呼びかけた。

### キャスト（劇場版）
- 斉木美奈（神崎耕平の婚約者）：釈由美子
- 神崎耕平（刑事）：谷原章介
- 青山響子（検死医）：戸田菜穂
- 岸一雄（雑誌「Cosmic Economy」カメラマン）：田口浩正
- 遠山小百合（雑誌「Cosmic Economy」記者）：岡本綾
- 伊藤摩耶（大学生）：山田麻衣子
- 工藤達也（科学者）：大沢たかお
- 三輪レイ（工藤の秘書・エリの妹）魚谷佳苗
- 工藤エリ（工藤の妻・レイの姉）：優恵
- イズコ（“怨みの門”門番）：椎名英姫
- 上伊那秀芳（霊能力者）：菊池由美
- 情報屋：北村一輝

### スタッフ（劇場版）
- 監督：北村龍平
- 製作指揮：大里洋吉、早河洋
- 企画：宮下昌幸、遠藤茂行、岩永恵、和田省一
- エグゼクティブプロデューサー：河井信哉、木村純一
- プロデューサー：遠藤日登思、出目宏、横地郁英
- アソシエイトプロデューサー：橘田寿宏、福吉健、株柳真司
- プロダクション総括：佐藤和之
- アシスタントプロデューサー：進啓士郎
- 主題歌 - HYDE「HORIZON」 (Ki/oon　Records/HAUNTED RECORDS)
- 脚本：桐山勲
- 撮影：古谷巧
- 照明：高坂俊秀
- 美術：花谷秀文
- 録音：高野泰雄
- 音響効果：柴崎憲治
- 音楽：森野宣彦、矢野大介
- 衣装デザイン：小林純子
- 制作：アミューズ、東映、テレビ朝日、朝日放送（現・朝日放送グループホールディングス）
- 企画制作：アミューズ
- 制作協力：東映東京撮影所
- 配給：東映

### 関連商品（劇場版）

#### ビデオ & DVD
- スカイハイ 劇場版・DVD：2005年2月25日発売 品番：VIBF-5005

### 関連イベント
- 東京ジョイポリス「スカイハイ・特別編」 - 『スカイハイ 劇場版』に関するイベント。原作通りの3つの選択肢「逝・生・行」のどれかで物語の展開が変わる方式。